# Atletik under sommer-OL 2000
Atletik under sommer-OL 2000. Der blev konkurreret i 46 sportsgrene, 24 for mænd og 22 for damer, i atletik under Sommer-OL 2000 i Sydney.

## Medaljer
| Atletik OL 2000 | Atletik OL 2000    | Atletik OL 2000 | Atletik OL 2000 | Atletik OL 2000 | Atletik OL 2000 |
| --------------- | ------------------ | --------------- | --------------- | --------------- | --------------- |
| Placering       | Land               | Guld            | Sølv            | Bronze          | totalt          |
| 1.              | USA                | 9               | 4               | 6               | 19              |
| 2.              | Etiopien           | 4               | 1               | 3               | 8               |
| 3.              | Polen              | 4               | 0               | 0               | 4               |
| 4.              | Rusland            | 3               | 4               | 5               | 12              |
| 5.              | Kenya              | 2               | 3               | 2               | 7               |
| 6.              | Cuba               | 2               | 2               | 2               | 6               |
| 6.              | Storbritannien     | 2               | 2               | 2               | 6               |
| 8.              | Tyskland           | 2               | 1               | 2               | 5               |
| 9.              | Hviderusland       | 2               | 0               | 3               | 5               |
| 10.             | Grækenland         | 1               | 3               | 0               | 4               |
| 11.             | Rumænien           | 1               | 2               | 2               | 5               |
| 12.             | Australien         | 1               | 2               | 0               | 3               |
| 13.             | Algeriet           | 1               | 1               | 2               | 4               |
| 14.             | Bahamas            | 1               | 1               | 1               | 3               |
| 15.             | Nigeria            | 1               | 1               | 0               | 2               |
| 15.             | Norge              | 1               | 1               | 0               | 2               |
| 15.             | Tjekkiet           | 1               | 1               | 0               | 2               |
| 18.             | Bulgarien          | 1               | 0               | 0               | 1               |
| 18.             | Kina               | 1               | 0               | 0               | 1               |
| 18.             | Estland            | 1               | 0               | 0               | 1               |
| 18.             | Finland            | 1               | 0               | 0               | 1               |
| 18.             | Japan              | 1               | 0               | 0               | 1               |
| 18.             | Kasakhstan         | 1               | 0               | 0               | 1               |
| 18.             | Litauen            | 1               | 0               | 0               | 1               |
| 18.             | Mozambique         | 1               | 0               | 0               | 1               |
| 26.             | Jamaica            | 0               | 5               | 2               | 7               |
| 27.             | Italien            | 0               | 2               | 0               | 2               |
| 28.             | Marokko            | 0               | 1               | 3               | 4               |
| 29.             | Sydafrika          | 0               | 1               | 2               | 3               |
| 30.             | Mexico             | 0               | 1               | 1               | 2               |
| 30.             | Trinidad og Tobago | 0               | 1               | 1               | 2               |
| 32.             | Brasilien          | 0               | 1               | 0               | 1               |
| 32.             | Danmark            | 0               | 1               | 0               | 1               |
| 32.             | Irland             | 0               | 1               | 0               | 1               |
| 32.             | Letland            | 0               | 1               | 0               | 1               |
| 32.             | Østrig             | 0               | 1               | 0               | 1               |
| 32.             | Saudiarabien       | 0               | 1               | 0               | 1               |
| 38.             | Ukraine            | 0               | 0               | 2               | 2               |
| 39.             | Barbados           | 0               | 0               | 1               | 1               |
| 39.             | Island             | 0               | 0               | 1               | 1               |
| 39.             | Portugal           | 0               | 0               | 1               | 1               |
| 39.             | Spanien            | 0               | 0               | 1               | 1               |
| 39.             | Sri Lanka          | 0               | 0               | 1               | 1               |
| 39.             | Sverige            | 0               | 0               | 1               | 1               |
| Sum             | antal medaljer     | 46              | 46              | 47              | 139             |

## Herrer

### 100 m
| Placering | Udøver           | Land               | Tid   |
| --------- | ---------------- | ------------------ | ----- |
| 1.        | Maurice Greene   | USA                | 9,87  |
| 2.        | Ato Boldon       | Trinidad og Tobago | 9,99  |
| 3.        | Obadele Thompson | Barbados           | 10.04 |
| 4.        | Dwain Chambers   | Storbritannien     | 10,08 |
| 5.        | Jon Drummond     | USA                | 10,09 |
| 6.        | Darren Campbell  | Storbritannien     | 10,13 |

### 200 m
| Placering | Udøver                | Land               | Tid   |
| --------- | --------------------- | ------------------ | ----- |
| 1.        | Konstantinos Kenteris | Grækenland         | 20,09 |
| 2.        | Darren Campbell       | Storbritannien     | 20,14 |
| 3.        | Ato Boldon            | Trinidad og Tobago | 20,20 |
| 4.        | Obadele Thompson      | Barbados           | 20,20 |
| 5.        | Christian Malcolm     | Storbritannien     | 20,23 |
| 6.        | Claudinei da Silva    | Brasilien          | 20,28 |

### 400 m
| Placering | Udøver                | Land      | Tid   |
| --------- | --------------------- | --------- | ----- |
| 1.        | Michael Duane Johnson | USA       | 43,83 |
| 2.        | Alvin Harrison        | USA       | 44,40 |
| 3.        | Greg Haughton         | Jamaica   | 44,70 |
| 4.        | Sanderlei Parrela     | Brasilien | 45,01 |
| 5.        | Robert Maćkowiak      | Polen     | 45,14 |
| 6.        | Hendrick Mokganyetsi  | Sydafrika | 45,26 |

### 800 m
| Placering | Udøver             | Land      | Tid     |
| --------- | ------------------ | --------- | ------- |
| 1.        | Nils Schumann      | Tyskland  | 1.45,08 |
| 2.        | Wilson Kipketer    | Danmark   | 1.45,14 |
| 3.        | Djabir Saïd-Guerni | Algeriet  | 1.45,16 |
| 4.        | Hezekiél Sepeng    | Sydafrika | 1.45,29 |
| 5.        | André Bucher       | Schweiz   | 1.45,40 |
| 6.        | Jurij Borzakovskij | Rusland   | 1.45,83 |

### 1500 m
| Placering | Udøver             | Land     | Tid        |
| --------- | ------------------ | -------- | ---------- |
| 1.        | Noah Ngeny         | Kenya    | 3.32,07 OR |
| 2.        | Hicham El Guerrouj | Marokko  | 3.32,32    |
| 3.        | Bernard Lagat      | Kenya    | 3.32,44    |
| 4.        | Mehdi Baala        | Frankrig | 3.34,14    |
| 5.        | Kevin Sullivan     | Canada   | 3.35,50    |
| 6.        | Daniel Zegeye      | Etiopien | 3.36,78    |

### 5000 m
| Placering | Udøver         | Land     | Tid      |
| --------- | -------------- | -------- | -------- |
| 1.        | Millon Wolde   | Etiopien | 13.35,49 |
| 2.        | Ali Saïdi-Sief | Algeriet | 13.36,20 |
| 3.        | Brahim Lahlafi | Marokko  | 13.36,47 |
| 4.        | Fita Bayisa    | Etiopien | 13.37,03 |
| 5.        | David Chelule  | Kenya    | 13.37,13 |
| 6.        | Dagne Alemu    | Etiopien | 13.37,17 |

### 10000 m
| Placering | Udøver             | Land     | Tid      |
| --------- | ------------------ | -------- | -------- |
| 1.        | Haile Gebrselassie | Etiopien | 27.18,20 |
| 2.        | Paul Tergat        | Kenya    | 27.18,29 |
| 3.        | Assefa Mezgebu     | Etiopien | 27.19,75 |
| 4.        | Patrick Ivuti      | Kenya    | 27.20,44 |
| 5.        | John Korir         | Kenya    | 27.24,75 |
| 6.        | Said Beriouli      | Marokko  | 27.37,83 |

### Maraton
| Placering | Udøver          | land           | Tid     |
| --------- | --------------- | -------------- | ------- |
| 1.        | Gezahegne Abera | Etiopien       | 2.10.11 |
| 2.        | Eric Wainaina   | Kenya          | 2.10.31 |
| 3.        | Tesfaye Tola    | Etiopien       | 2.11.10 |
| 4.        | Jon Brown       | Storbritannien | 2.11.17 |
| 5.        | Giacomo Leone   | Italien        | 2.12.14 |
| 6.        | Martín Fiz      | Spanien        | 2.13.06 |

### 110 m hæk
| Placering | Udøver              | land           | Tid   |
| --------- | ------------------- | -------------- | ----- |
| 1.        | Anier García        | Cuba           | 13,00 |
| 2.        | Terrence Trammell   | USA            | 13,16 |
| 3.        | Mark Crear          | USA            | 13,22 |
| 4.        | Allen Johnson       | USA            | 13,23 |
| 5.        | Colin Jackson       | Storbritannien | 13,28 |
| 6.        | Florian Schwarthoff | Tyskland       | 13,42 |

### 400 m hæk
| Placering | Udøver             | Land         | Tid   |
| --------- | ------------------ | ------------ | ----- |
| 1.        | Angelo Taylor      | USA          | 47,50 |
| 2.        | Hadi Al Somayli    | Saudiarabien | 47,53 |
| 3.        | Llewellyn Herbert  | Sydafrika    | 47,81 |
| 4.        | James Carter       | USA          | 48,04 |
| 5.        | Eronilde de Araújo | Brasilien    | 48,34 |
| 6.        | Paweł Januszewski  | Polen        | 48,44 |

### 3000 m forhindringsløb
| Placering | Udøver               | Land    | Tid     |
| --------- | -------------------- | ------- | ------- |
| 1.        | Reuben Kosgei        | Kenya   | 8.21,43 |
| 2.        | Wilson Boit Kipketer | Kenya   | 8.21,77 |
| 3.        | Ali Ezzine           | Marokko | 8.22,15 |
| 4.        | Bernard Barmasai     | Kenya   | 8.22,23 |
| 5.        | Luis Miguel Martín   | Spanien | 8.22,75 |
| 6.        | Eliseo Martín        | Spanien | 8.23,00 |

### 4x100 m stafet
| Placering | Udøver                                                               | Land      | Tid   |
| --------- | -------------------------------------------------------------------- | --------- | ----- |
| 1.        | Jon Drummond Bernard Williams Brian Lewis Maurice Greene             | USA       | 37,61 |
| 2.        | Vicente de Lima Édson Ribeiro André da Silva Claudinei da Silva      | Brasilien | 37,90 |
| 3.        | José Angel Cesar Luis Alberto Pérez-Rionda Iván García Freddy Mayola | Cuba      | 38,04 |
| 4.        | Lindel Frater Dwight Thomas Christopher Williams Llewelyn Bredwood   | Jamaica   | 38,20 |
| 5.        | Frédéric Krantz David Patros Christophe Cheval Needdy Guims          | Frankrig  | 38,49 |
| 6.        | Shigeyuki Kojima Koji Ito Shingo Suetsugu Nobuharu Asahara           | Japan     | 38,66 |

### 4x400 m stafet
| Placering | Udøver                                                               | Land           | Tid     |
| --------- | -------------------------------------------------------------------- | -------------- | ------- |
| 1.        | Clement Chukwu Jude Monye Sunday Bada Enefiok Udo-Obong              | Nigeria        | 2.58,68 |
| 2.        | Michael Blackwood Greg Haughton Christopher Williams Danny McFarlane | Jamaica        | 2.58,78 |
| 3.        | Avard Moncur Troy McIntosh Carl Oliver Christopher Brown             | Bahamas        | 2.59,23 |
| 4.        | Emmanuel Front Marc Foucan Ibrahim Wade Marc Raquil                  | Frankrig       | 3.01,02 |
| 5.        | Jared Deacon Daniel Caines Iwan Thomas Jamie Baulch                  | Storbritannien | 3.01,22 |
| 6.        | Piotr Rysiukiewicz Robert Maćkowiak Piotr Długosielski Piotr Haczek  | Polen          | 3.03,22 |

USA blev diskvalificeret pga dopingbrug af Calvin Harrison.

### 20 km kapgang
| Placering | Udøver              | Land     | Tid        |
| --------- | ------------------- | -------- | ---------- |
| 1.        | Robert Korzeniowski | Polen    | 1.18.59 OR |
| 2.        | Noé Hernández       | Mexico   | 1.19.03    |
| 3.        | Vladimir Andrejev   | Rusland  | 1.19.27    |
| 4.        | Jefferson Pérez     | Ecuador  | 1.20.18    |
| 5.        | Andreas Erm         | Tyskland | 1.20.25    |
| 6.        | Roman Rasskazov     | Rusland  | 1.20.57    |

### 50 km kapgang
| Placering | Udøver              | Land       | Tid     |
| --------- | ------------------- | ---------- | ------- |
| 1.        | Robert Korzeniowski | Polen      | 3.42.44 |
| 2.        | Aigars Fadejevs     | Letland    | 3.43.40 |
| 3.        | Joel Sánchez        | Mexico     | 3.44.36 |
| 4.        | Valentín Massana    | Spanien    | 3.46.01 |
| 5.        | Nikolaj Matjukhin   | Rusland    | 3.46.37 |
| 6.        | Nathan Deakes       | Australien | 3.47.29 |

### Højdespring
| Placering | Udøver                 | Land     | Højde  |
| --------- | ---------------------- | -------- | ------ |
| 1.        | Sergej Kljugin         | Rusland  | 2.35 m |
| 2.        | Javier Sotomayor       | Cuba     | 2.32 m |
| 3.        | Abderrahmane Hammad    | Algeriet | 2.32 m |
| 4.        | Stefan Holm            | Sverige  | 2.32 m |
| 5.        | Konstantin Matoussevic | Israel   | 2.32 m |
| 6.        | Mark Boswell           | Canada   | 2.32 m |
| 6.        | Staffan Strand         | Sverige  | 2.32 m |

### Stangspring
| Placering | Udøver            | Land       | Højde  |
| --------- | ----------------- | ---------- | ------ |
| 1.        | Nick Hysong       | USA        | 5.90 m |
| 2.        | Lawrence Johnson  | USA        | 5.90 m |
| 3.        | Maksim Tarasov    | Rusland    | 5.90 m |
| 4.        | Michael Stolle    | Tyskland   | 5.90 m |
| 5.        | Viktor Chistiakov | Australien | 5.80 m |
| 5.        | Dmitri Markov     | Australien | 5.80 m |

### Længdespring
| Placering | Udøver               | Land       | Længde |
| --------- | -------------------- | ---------- | ------ |
| 1.        | Iván Pedroso         | Cuba       | 8.55 m |
| 2.        | Jai Taurima          | Australien | 8.49 m |
| 3.        | Roman Sjtsjurenko    | Ukraine    | 8.31 m |
| 4.        | Oleksij Lukasjevitsj | Ukraine    | 8.26 m |
| 5.        | Kofi Amoah Prah      | Tyskland   | 8.19 m |
| 6.        | Peter Burge          | Australien | 8.15 m |

### Trespring
| Placering | Udøver           | Land           | Længde  |
| --------- | ---------------- | -------------- | ------- |
| 1.        | Jonathan Edwards | Storbritannien | 17.71 m |
| 2.        | Yoel García      | Cuba           | 17.47 m |
| 3.        | Denis Kapustin   | Rusland        | 17.46 m |
| 4.        | Yoelbi Quesada   | Cuba           | 17.37 m |
| 5.        | Onochie Achike   | Storbritannien | 17.29 m |
| 6.        | Phillips Idowu   | Storbritannien | 17.08 m |

### Kuglestød
| Placering | Udøver          | Land    | Længde  |
| --------- | --------------- | ------- | ------- |
| 1.        | Arsi Harju      | Finland | 21.29 m |
| 2.        | Adam Nelson     | USA     | 21.21 m |
| 3.        | John Godina     | USA     | 21.20 m |
| 4.        | Andrew Bloom    | USA     | 20.87 m |
| 5.        | Jurij Bilonoh   | Ukraine | 20.84 m |
| 6.        | Manuel Martínez | Spanien | 20.55 m |

### Diskoskast
| Placering | Udøver            | Land         | Længde  |
| --------- | ----------------- | ------------ | ------- |
| 1.        | Virgilijus Alekna | Litauen      | 69.30 m |
| 2.        | Lars Riedel       | Tyskland     | 68.50 m |
| 3.        | Frantz Kruger     | Sydafrika    | 68.19 m |
| 4.        | Vasilij Kaptjukh  | Hviderusland | 67.59 m |
| 5.        | Adam Setliff      | USA          | 66.02 m |
| 6.        | Jason Tunks       | Canada       | 65.80 m |

### Hammerkast
| Placering | Udøver            | Land         | Længde  |
| --------- | ----------------- | ------------ | ------- |
| 1.        | Szymon Ziółkowski | Polen        | 80.02 m |
| 2.        | Nicola Vizzoni    | Italien      | 79.64 m |
| 3.        | Igor Astapkovitsj | Hviderusland | 79.17 m |
| 4.        | Ivan Tikhon       | Hviderusland | 79.17 m |
| 5.        | Ilja Konovalov    | Rusland      | 78.56 m |
| 6.        | Loris Paoluzzi    | Italien      | 78.18 m |

### Spydkast
| Placering | Udøver                 | Land           | Længde     |
| --------- | ---------------------- | -------------- | ---------- |
| 1.        | Jan Železný            | Tjekkiet       | 90.17 m OR |
| 2.        | Steve Backley          | Storbritannien | 89.85 m    |
| 3.        | Sergej Makarov         | Rusland        | 88.67 m    |
| 4.        | Raymond Hecht          | Tyskland       | 87.76 m    |
| 5.        | Aki Parviainen         | Finland        | 86.62 m    |
| 6.        | Konstadinos Gatsioudis | Grækenland     | 86.53 m    |

### Tikamp
| Placering | Udøver        | Land           | Point |
| --------- | ------------- | -------------- | ----- |
| 1.        | Erki Nool     | Estland        | 8641  |
| 2.        | Roman Šebrle  | Tjekkiet       | 8606  |
| 3.        | Chris Huffins | USA            | 8595  |
| 4.        | Dean Macey    | Storbritannien | 8567  |
| 5.        | Tom Pappas    | USA            | 8425  |
| 6.        | Tomáš Dvořák  | Tjekkiet       | 8385  |

## Damer

### 100 m
| Placering | Udøver              | Land       | Tid   |
| --------- | ------------------- | ---------- | ----- |
| 1.        | Marion Jones *      | USA        | 10.75 |
| 2.        | Ekaterini Thanou    | Grækenland | 11.12 |
| 3.        | Tayna Lawrence      | Jamaica    | 11.18 |
| 4.        | Merlene Ottey       | Jamaica    | 11.19 |
| 5.        | Zjanna Pintusevitsj | Ukraine    | 11.20 |
| 6.        | Chandra Sturrup     | Bahamas    | 11.21 |

- Marion Jones har leveret medaljerne tilbage og har indrømmet at hun fuskede ved at have brugt dopingmidler under OL.[2]

### 200 m
| Placering | Udøver                   | Land       | Tid   |
| --------- | ------------------------ | ---------- | ----- |
| 1.        | Marion Jones *           | USA        | 21.84 |
| 2.        | Pauline Davis-Thompson   | Bahamas    | 22.27 |
| 3.        | Susanthika Jayasinghe    | Sri Lanka  | 22.28 |
| 4.        | Beverly McDonald         | Jamaica    | 22.35 |
| 5.        | Debbie Ferguson          | Bahamas    | 22.37 |
| 6.        | Melinda Gainsford-Taylor | Australien | 22.42 |

- Marion Jones har leveret medaljerne tilbage og har indrømmet at hun fuskede ved at have brugt dopingmidler under OL.

### 400 m
| Placering | Udøver          | Land           | Tid   |
| --------- | --------------- | -------------- | ----- |
| 1.        | Cathy Freeman   | Australien     | 49.11 |
| 2.        | Lorraine Graham | Jamaica        | 49.58 |
| 3.        | Katharine Merry | Storbritannien | 49.72 |
| 4.        | Donna Fraser    | Storbritannien | 49.79 |
| 5.        | Ana Guevara     | Mexico         | 49.96 |
| 6.        | Heide Seyerling | Sydafrika      | 50.05 |

### 800 m
| Placering | Udøver             | Land           | Tid     |
| --------- | ------------------ | -------------- | ------- |
| 1.        | Maria Mutola       | Mozambique     | 1.56.15 |
| 2.        | Stephanie Graf     | Østrig         | 1.56.64 |
| 3.        | Kelly Holmes       | Storbritannien | 1.56.80 |
| 4.        | Brigita Langerholc | Slovenien      | 1.58.51 |
| 5.        | Helena Fuchsová    | Tjekkiet       | 1.58.56 |
| 6.        | Zulia Calatayud    | Cuba           | 1.58.66 |

### 1500 m
| Placering | Udøver              | Land     | Tid     |
| --------- | ------------------- | -------- | ------- |
| 1.        | Nouria Mérah-Benida | Algeriet | 4.05.10 |
| 2.        | Violeta Beclea      | Rumænien | 4.05.15 |
| 3.        | Gabriela Szabó      | Rumænien | 4.05.27 |
| 4.        | Kutre Dulecha       | Etiopien | 4.05.33 |
| 5.        | Lidia Chojecka      | Polen    | 4.06.42 |
| 6.        | Anna Jakubczak      | Polen    | 4.06.49 |

### 5000 m
| Placering | Udøver           | Land     | Tid         |
| --------- | ---------------- | -------- | ----------- |
| 1.        | Gabriela Szabó   | Rumænien | OR 14.40.79 |
| 2.        | Sonia O'Sullivan | Irland   | 14.41.02    |
| 3.        | Gete Wami        | Etiopien | 14.42.23    |
| 4.        | Ayelech Worku    | Etiopien | 14.42.67    |
| 5.        | Irina Mikitenko  | Tyskland | 14.43.59    |
| 6.        | Lydia Cheromei   | Kenya    | 14.47.35    |

### 10000 m
| Placering | Udøver           | Land           | Tid         |
| --------- | ---------------- | -------------- | ----------- |
| 1.        | Derartu Tulu     | Etiopien       | OR 30.17.49 |
| 2.        | Gete Wami        | Etiopien       | 30.22.48    |
| 3.        | Fernanda Ribeiro | Portugal       | 30.22.88    |
| 4.        | Paula Radcliffe  | Storbritannien | 30.26.97    |
| 5.        | Tegla Loroupe    | Kenya          | 30.37.26    |
| 6.        | Sonia O'Sullivan | Irland         | 30.53.37    |

### Maraton
| Placering | Udøver             | Land     | Tid        |
| --------- | ------------------ | -------- | ---------- |
| 1.        | Naoko Takahashi    | Japan    | OR 2.23.14 |
| 2.        | Lidia Simon        | Rumænien | 2.23.22    |
| 3.        | Joyce Chepchumba   | Kenya    | 2.24.45    |
| 4.        | Esther Wanjiru     | Kenya    | 2.26.17    |
| 5.        | Madina Biktagirova | Rusland  | 2.26.33    |
| 6.        | Elfenesh Alemu     | Etiopien | 2.26.54    |

### 100 m hæk
| Placering | Udøver                 | Land       | Tid   |
| --------- | ---------------------- | ---------- | ----- |
| 1.        | Olga Sjisjigina        | Kasakhstan | 12.65 |
| 2.        | Glory Alozie           | Nigeria    | 12.68 |
| 3.        | Melissa Morrison       | USA        | 12.76 |
| 4.        | Delloreen Ennis-London | Jamaica    | 12.80 |
| 5.        | Aliuska López          | Cuba       | 12.83 |
| 6.        | Nicole Ramalalanirina  | Frankrig   | 12.91 |

### 400 m hæk
| Placering | Udøver                       | Land     | Tid   |
| --------- | ---------------------------- | -------- | ----- |
| 1.        | Irina Privalova              | Rusland  | 53.02 |
| 2.        | Deon Hemmings                | Jamaica  | 53.45 |
| 3.        | Nezha Bidouane               | Marokko  | 53.57 |
| 4.        | Daimí Pernía                 | Cuba     | 53.68 |
| 5.        | Tetjana Teresjtsjuk-Antipova | Ukraine  | 53.98 |
| 6.        | Ionela Ţîrlea                | Rumænien | 54.35 |

### 4x100 m stafet
| Placering | Udøver                                                                               | Land     | Tid   |
| --------- | ------------------------------------------------------------------------------------ | -------- | ----- |
| 1.        | Sevatheda Fynes Chandra Sturrup Pauline Davis-Thompson Debbie Ferguson               | Bahamas  | 41.95 |
| 2.        | Tayna Lawrence Veronica Campbell Beverly McDonald Merlene Ottey                      | Jamaica  | 42.13 |
| 3.        | Chryste Gaines Torri Edwards Nanceen Perry Marion Jones                              | USA      | 42.20 |
| 4.        | Linda Ferga Muriel Hurtis Fabé Dia Christine Arron                                   | Frankrig | 42.42 |
| 5.        | Natalja Ignatova Marina Trandenkova Irina Khabarova Natalja Pomosjtsjnikova-Voronova | Rusland  | 43.02 |
| 6.        | Gabi Rockmeier Sabrina Mulrain Andrea Philipp Marion Wagner                          | Tyskland | 43.11 |

### 4x400 m stafet
| Placering | Udøver                                                                  | Land    | Tid     |
| --------- | ----------------------------------------------------------------------- | ------- | ------- |
| 1.        | Jearl Miles-Clark Monique Hennagan Marion Jones * LaTasha Colander      | USA     | 3.22.62 |
| 2.        | Sandie Richards Catherine Scott Deon Hemmings Lorraine Graham           | Jamaica | 3.23.25 |
| 3.        | Julija Sotnikova Svetlana Gontsjarenko Olga Kotljarova Irina Privalova  | Rusland | 3.23.46 |
| 4.        | Olabisi Afolabi Charity Opara Rosemary Okafor Falilat Ogunkoya          | Nigeria | 3.23.80 |
| 5.        | Nova Peris-Kneebone Tamsyn Lewis Melinda Gainsford-Taylor Cathy Freeman | Rusland | 3.23.81 |
| 6.        | Tasha Danvers Donna Fraser Allison Curbishley Katharine Merry           | Cuba    | 3.25.67 |

- Marion Jones har leveret medaljerne tilbage og har indrømmet at hun fuskede ved at have brugt dopingmidler under OL.

### 20 km kapgang
| Placering | Udøver                | Land     | Tid        |
| --------- | --------------------- | -------- | ---------- |
| 1.        | Wang Liping           | Kina     | OR 1.29.05 |
| 2.        | Kjersti Tysse Plätzer | Norge    | 1.29.33    |
| 3.        | María Vasco           | Spanien  | 1.30.23    |
| 4.        | Erica Alfridi         | Italien  | 1.31.25    |
| 5.        | Guadalupe Sánchez     | Mexico   | 1.31.33    |
| 6.        | Norica Cîmpean        | Rumænien | 1.31.50    |

### Højdespring
| Placering | Udøver              | Land       | Højde  |
| --------- | ------------------- | ---------- | ------ |
| 1.        | Jelena Jelesina     | Rusland    | 2.01 m |
| 2.        | Hestrie Cloete      | Sydafrika  | 2.01 m |
| 3.        | Kajsa Bergqvist     | Sverige    | 1.99 m |
| 3.        | Oana Pantelimon     | Rumænien   | 1.99 m |
| 5.        | Inha Babakova       | Ukraine    | 1.96 m |
| 6.        | Svetlana Zalevskaja | Kasakhstan | 1.96 m |

### Stangspring
| Placering | Udøver             | Land       | Højde     |
| --------- | ------------------ | ---------- | --------- |
| 1.        | Stacy Dragila      | USA        | OR 4.60 m |
| 2.        | Tatiana Grigorieva | Australien | 4.55 m    |
| 3.        | Vala Flosadóttir   | Island     | 4.50 m    |
| 4.        | Daniela Bártová    | Tjekkiet   | 4.50 m    |
| 5.        | Nicole Humbert     | Tyskland   | 4.45 m    |
| 6.        | Yvonne Buschbaum   | Tyskland   | 4.40 m    |

### Længdespring
| Placering | Udøver          | Land     | Højde  |
| --------- | --------------- | -------- | ------ |
| 1.        | Heike Drechsler | Tyskland | 6.99 m |
| 2.        | Fiona May       | Italien  | 6.92 m |
| 3.        | Marion Jones *  | USA      | 6.92 m |
| 4.        | Tatjana Kotova  | Rusland  | 6.83 m |
| 5.        | Olga Rubljova   | Rusland  | 6.79 m |
| 6.        | Susen Tiedtke   | Tyskland | 6.74 m |

- Marion Jones har leveret medaljerne tilbage og har indrømmet at hun fuskede ved at have brugt dopingmidler under OL.

### Trespring
| Placering | Udøver           | Land      | Højde   |
| --------- | ---------------- | --------- | ------- |
| 1.        | Tereza Marinova  | Bulgarien | 15.20 m |
| 2.        | Tatjana Lebedeva | Rusland   | 15.00 m |
| 3.        | Olena Hovorova   | Ukraine   | 14.96 m |
| 4.        | Yamilé Aldama    | Cuba      | 14.30 m |
| 5.        | Baya Rahouli     | Algeriet  | 14.17 m |
| 6.        | Cristina Nicolau | Rumænien  | 14.17 m |

### Kuglestød
| Placering | Udøver                      | Land         | Længde  |
| --------- | --------------------------- | ------------ | ------- |
| 1.        | Janina Koroltsjik           | Hviderusland | 20.56 m |
| 2.        | Larisa Pelesjenko           | Rusland      | 19.92 m |
| 3.        | Astrid Kumbernuss           | Tyskland     | 19.62 m |
| 4.        | Svetlana Kriveljova         | Rusland      | 19.37 m |
| 5.        | Krystyna Danilczyk-Zabawska | Polen        | 19.18 m |
| 6.        | Yumileidi Cumbá             | Cuba         | 18.70 m |

### Diskoskast
| Placering | Udøver              | Land         | Længde  |
| --------- | ------------------- | ------------ | ------- |
| 1.        | Ellina Zvereva      | Hviderusland | 68.40 m |
| 2.        | Anastasía Kelesídou | Grækenland   | 65.71 m |
| 3.        | Irina Jatsjenko     | Hviderusland | 65.20 m |
| 4.        | Natalja Sadova      | Rusland      | 65.00 m |
| 5.        | Styliani Tsikouna   | Grækenland   | 64.08 m |
| 6.        | Franka Dietzsch     | Tyskland     | 63.18 m |

### Hammerkast
| Placering | Udøver             | Land         | Længde     |
| --------- | ------------------ | ------------ | ---------- |
| 1.        | Kamila Skolimowska | Polen        | OR 71.16 m |
| 2.        | Olga Kuzenkova     | Rusland      | 69.77 m    |
| 3.        | Kirsten Münchow    | Tyskland     | 69.28 m    |
| 4.        | Yipsi Moreno       | Cuba         | 68.33 m    |
| 5.        | Debbie Sosimenko   | Australien   | 67.95 m    |
| 6.        | Ljudmila Gubkina   | Hviderusland | 67.08 m    |

### Spydkast
| Placering | Udøver                 | Land       | Længde     |
| --------- | ---------------------- | ---------- | ---------- |
| 1.        | Trine Hattestad        | Norge      | OR 68.91 m |
| 2.        | Miréla Manjani-Tzelili | Grækenland | 67.51 m    |
| 3.        | Osleidys Menéndez      | Cuba       | 66.18 m    |
| 4.        | Steffi Nerius          | Tyskland   | 64.84 m    |
| 5.        | Sonia Bisset           | Cuba       | 63.26 m    |
| 6.        | Xiomara Rivero         | Cuba       | 62.92 m    |

### Syvkamp
| Placering | Udøver                | Land           | Point |
| --------- | --------------------- | -------------- | ----- |
| 1.        | Denise Lewis          | Storbritannien | 6584  |
| 2.        | Jelena Prokhorova     | Rusland        | 6531  |
| 3.        | Natalja Sazanovitsj   | Hviderusland   | 6527  |
| 4.        | Urszula Włodarczyk    | Polen          | 6470  |
| 5.        | Sabine Braun          | Tyskland       | 6355  |
| 6.        | Natalja Rosjtsjupkina | Rusland        | 6237  |